# Harold Farncomb

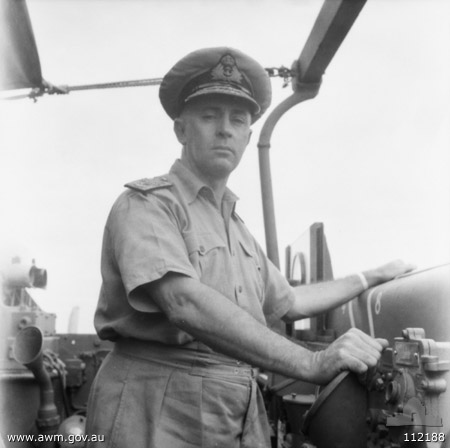
Harold Farncomb

Harold Bruce Farncomb (* 28. Februar 1899 in Sydney, New South Wales; † 12. Februar 1971 in Darlinghurst, New South Wales) CB DSO MVO war ein hoher australischer Marineoffizier und Rechtsanwalt.

## Leben

### Herkunft und Ausbildung (1899–1920)
Harold Bruce Farncomb war das zweite Kind des Forstgutachters Frank Farncomb und seiner Frau Helen Louisa, geborene Sampson. Der Vater stammte aus England, die Mutter aus dem australischen Bundesstaat Victoria. Nach der Ausbildung an öffentlichen Schulen in Sydney trat Farncomb 1913 in die Königlich Australische Marineakademie in Geelong bei Melbourne ein. Er gehörte zu den ersten Kadetten der kurz zuvor gegründeten Einrichtung der Australischen Marine. Die Schule wurde 1915 in das neugebildete Bundesterritorium Jervis Bay verlagert. Er war ein sehr guter Schüler und spielte außerdem erfolgreich Cricket. In seinem Jahrgang wurde auch der spätere Vizeadmiral John Collins ausgebildet.
Farncomb wurde im Januar 1917 zum Midshipman (entspricht: Seekadett) befördert und zur britischen Grand Fleet nach Europa kommandiert, wo er im April seinen Dienst auf dem Schlachtschiff Royal Sovereign antrat. Das Kriegsschiff war im Laufe des Ersten Weltkrieges an keinem Gefecht direkt beteiligt. Farncomb blieb bis 1921 in England. Er nahm an Offiziersanwärterlehrgängen teil, die er mit Bestnoten abschloss. Der 21-Jährige wurde 1920 zum sub lieutenant (etwa: Unterleutnant) befördert.

### Zwischenkriegszeit (1921–1939)
Nach der Rückkehr in die Heimat wurde Farncomb zwischen 1921 und 1922 auf dem australischen Zerstörer Stalwart als Artillerieoffizier eingesetzt. Anschließend diente er im Stab von Kommodore Percy Addison auf dessen Flaggschiff, dem Leichten Kreuzer Melbourne.
Im folgenden Jahr kehrte der junge australische Offizier nach England zurück, um seine Ausbildung auf dem Royal Naval College in Greenwich fortzusetzen. Nach Abschluss der Ausbildung wurde Farncomb ab 1925 im Stabsdienst auf verschiedenen Schiffen verwendet.
Am 31. März 1927 heiratete Harold Bruce Farncomb in Sydney Jean Ross Nott. Die Ehe blieb kinderlos. Jean erwies sich als zuverlässiger loyaler Lebenspartner für das unstete Leben eines Marineoffiziers und schwer arbeitenden Mannes.
Im selben Jahr erreichte Farncomb den Rang eines lieutenant commander (etwa: Kapitänleutnant). Er ging erneut nach England, um auf dem Imperial Defence College zu studieren. Mit 31 Jahren war er einer der jüngsten Absolventen der britischen Kaderschmiede. Er wurde anschließend im Marineministerium in Melbourne verwendet und am 30. Juni 1932 zum commander (etwa: Fregattenkapitän) befördert. Seine weitere Karriere führte ihn im April 1933 als Ersten Offizier auf den Schweren Kreuzer Australia. Bei der Besatzung galt er als hart aber gerecht. Der Kommandant Captain Macleod zeigte sich von den Fähigkeiten seines Ersten Offiziers beeindruckt und schlug ihn zur Beförderung vor.
Nach dem Dienst auf dem Kreuzer, der Farncomb u. a. auch erneut nach England verschlug, wurde er 1935 in die nachrichtendienstliche Abteilung der Admiralität versetzt. Er bereiste 1937 Deutschland, wo er seine deutschen Sprachkenntnisse vertiefte. Harold Bruce Farncomb wurde am 30. Juni 1937 als erster Absolvent der Königlich Australischen Marineakademie zum Captain (etwa: Kapitän zur See) ernannt. Sein erstes eigenes Kommando war die Sloop HMAS Yarra, die er zwischen Oktober 1937 und November 1938 befehligte.

### Kampfeinsatz

#### HMASPerth(1939–1940)
Captain Farncomb ging 1939 wieder nach England, um die neugebaute Perth im Juni in Dienst zu stellen und das Kommando über den Leichten Kreuzer zu übernehmen. Zum Zeitpunkt des Ausbruches des Zweiten Weltkrieges im September 1939 befand sich der Neubau auf dem Marsch nach Australien. Die Heimreise wurde unterbrochen. Das australische Schiff patrouillierte die nächsten sechs Monate in der Karibik.

#### HMASCanberra(1940)
Im Juni 1940 wurde Farncomb mit dem Kommando des Schweren Kreuzers HMAS Canberra betraut. In den folgenden 18 Monaten eskortierte das Kriegsschiff unter Farncombs Befehl alliierte Geleitzüge im Indischen Ozean und beteiligte sich an den erfolglosen Jagden nach dem deutschen Hilfskreuzer Pinguin und dem Panzerschiff Admiral Scheer.
Am 4. März 1941 wurde südöstlich der Seychellen das deutsche bewaffnete Trossschiff Coburg und der ehemals norwegische Tanker Ketty Brovig vom Bordflugzeug der Canberra aufgeklärt. Farncomb ließ das Feuer schon aus über 19 km Entfernung eröffnen und näherte sich unter andauerndem Feuer dem Gegner bis auf 17 km. Farncomb behielt den Abstand bei, da er befürchten musste, dass der Gegner über Torpedos verfügt. Nachdem die deutschen Schiffe in Brand geraten waren, ließ er das Feuer einstellen. Die deutschen Besatzungen versenkten ihre schwer getroffenen und brennenden Schiffe selbst. Nach Verhören der Kriegsgefangenen warnte Farncomb die Admiralität vor der Gefahr, die von der immer noch unbehelligt operierenden Admiral Scheer ausginge. Das Marinekommando nahm die Warnungen nicht ernst, sondern kritisierte Farncombs Übervorsichtigkeit im Kampf, er habe das Feuer zu früh eröffnet und mithin Munition verschwendet.
Die offizielle Kritik, welche die Kampfkraft der deutschen Hilfskreuzer total unterschätzte, war möglicherweise einer der Gründe für den Verlust der in Australien sehr populären HMAS Sydney am 19. November 1941. Der Kommandant des Leichten Kreuzers, Captain Joseph Burnett, näherte sich unvorsichtigerweise einem verdächtigen Schiff, dem als niederländischer Frachter getarnten deutschen Hilfskreuzer Kormoran, zur Identifizierung bis auf 1000 m. Als der deutsche Hilfskreuzer das Feuer eröffnete, erhielt die Sydney einen Torpedo- und ca. 50 15 cm-Granattreffer, welche schließlich zum Untergang des Kreuzers führten. Die gesamte Besatzung von 645 Mann fand den Tod. In einem Punkt behielt die Admiralität, ohne es zu wissen, Recht: Das deutsche Panzerschiff war längst auf dem Rückmarsch und lief im April 1941 unbeschadet in Kiel ein.

#### HMASAustralia(1941–1944)
Im Dezember 1941 wurde Farncomb in den Stab von Konteradmiral John Gregory Crace auf dessen Flaggschiff Australia versetzt und zugleich Kommandant des Schweren Kreuzers.
In dieser Funktion musste er gegen seinen Willen an einem Militärtribunal teilnehmen. Am 12. März 1942 wurde der Heizer John Riley von seinen Kameraden Albert Gordon und Edward Elias erstochen, weil er angedroht hatte, deren homosexuelle Beziehung bei der Schiffsführung anzuzeigen. Das Mordopfer konnte in seiner Todesstunde noch aussagen und die Täter unzweifelhaft benennen. Die zwei Mörder wurden in erster Instanz zum Tode verurteilt. Farncomb studierte autodidaktisch juristische Texte und setzte sich, was für einen hohen Offizier sehr ungewöhnlich und sicherlich auch nicht karrierefördernd war, für das Leben der beiden Seeleute ein. Er konnte letztlich eine Umwandlung der Todesstrafen in Haftstrafen erreichen.
Während der Schlacht im Korallenmeer im Mai 1942 führte Farncombs Schiff eine Einsatzgruppe von Zerstörern und Kreuzern, die eine japanische Landung in Port Moresby im australischen Teil Neuguineas unterbinden sollte. Die Australia geriet in einen heftigen Luftangriff und galt zwischenzeitlich als verloren. Farncomb bewies seine seemännischen Fähigkeiten und Führungsqualitäten, als er das angeschlagene Schiff in die Heimat retten konnte, wofür er im Tagesbericht „lobend erwähnt“ wurde (mentioned in despatches). Konteradmiral Crace schlug Farncomb zur Beförderung zum Flaggoffizier vor.
Ab Juni 1942 nahm Farncomb gemeinsam mit dem neuen Stabschef Konteradmiral Victor Crutchley an den alliierten Planungen zur Landung auf Guadalcanal teil. Crutchley befehligte von der Australia aus die australischen Geleitschiffe der Invasionsflotte. Die Kämpfe erwiesen sich für die Alliierten als sehr verlustreich. So verloren sie in der Schlacht vor Savo Island um den 8. August vor der kleinen Vulkaninsel vier schwere Kreuzer und über 1000 Mann. Die Japaner verloren bei dem Gefecht kein einziges Schiff. Infolge dieser taktischen Niederlage konnten 19000 angelandete US-amerikanischen Soldaten über längere Zeit nicht ausreichend mit Nachschub versehen werden. Kurz vor dem Seegefecht hatte Crutchley sein Flaggschiff aus dem Kampfgebiet abgezogen. Kritiker behaupten, dass dieses Desaster hätte verhindert werden können, wenn Konteradmiral Crutchley die Australia mit ihrer kampferprobten Besatzung und ihrem erfahrenen Kommandanten eingesetzt hätte.
Nach der Landung auf Guadalcanal, die trotz der Fehlschläge und der zähen japanischen Abwehr letztlich erfolgreich war, eskortierte Farncombs Kreuzer US-amerikanische Flugzeugträger im Südpazifik und nahm an der Schlacht bei den Ost-Salomonen teil.
Das Jahr 1943 verlief für Farncomb und sein Schiff weitgehend ereignislos. Im Dezember des Jahres nahm die Australia an der Beschießung japanischer Stellungen am Kap Gloucester im Nordwesten Neubritanniens teil, die eine folgende alliierte Landung einleitete.
1944 stellte die australische zusammen mit der US-amerikanischen Marine eine als Task Force 74 bezeichnete gemeinsame Flotte unter australischem Kommando auf. Die Australische Regierung ernannte John Collins zum Oberbefehlshaber der Flotte und Farncomb zu seinem Stellvertreter. Die Regierung folgte damit den Empfehlungen von Konteradmiral Crutchley. Infolge dieser Entscheidung verlor Farncomb sein Kommando über die Australia. Der Kreuzer diente Collins als Flaggschiff und sein Stellvertreter sollte sich zur Sicherheit nicht auf demselben Schiff befinden.

#### HMSAttacker(1944)
Farncomb wurde im März nach England versetzt, um an einem Kurzlehrgang über die Führung von Flugzeugträgern teilzunehmen. Im Mai 1944 erhielt er das Kommando über die HMS Attacker. Der britische Geleitträger wurde im Mittelmeer als Führungsschiff einer Gruppe von Flugzeugträgern eingesetzt. Die Basis lag auf Malta. Die Einsatzgruppe nahm unter Farncombs Kommando im August an der alliierten Landung in Südfrankreich und im Oktober an Operationen im Ägäischen Meer zur Befreiung Griechenlands teil. Farncombs direkter Vorgesetzter Konteradmiral Thomas Troubridge hielt große Stücke auf den australischen Marineoffizier, kritisierte aber dessen zunehmenden Alkoholkonsum bei gesellschaftlichen Anlässen.

#### Task Force 74(1944–1945)
Am 21. Oktober 1944 wurde die Australia in der See- und Luftschlacht im Golf von Leyte das erste Opfer eines Kamikaze-Angriffes, als sich ein japanischer Pilot mit seinem Flugzeug auf die Brücke stürzte. John Collins wurde dabei schwer verwundet. Unter den 30 getöteten Besatzungsmitgliedern befand sich auch Captain Emile Dechaineux, Farncombs Nachfolger als Kommandant des Kreuzers.
Farncomb verließ umgehend das Mittelmeer und übernahm am 9. Dezember im Rang eines Kommodore das Kommando über die in den umfangreichen alliierten Landungsbemühungen auf den Philippinen engagierte Task Force 74. Sein Flaggschiff war die ihm wohlbekannte Australia. Unter Farncombs Kommando unterstützte der Verband in den folgenden Monaten erfolgreich die Landungstruppen an verschiedenen Orten. Die verzweifelte japanische Gegenwehr forderte aber auch ihren Preis. Allein im Januar 1945 wurde die Australia fünfmal von Kamikaze-Flugzeugen schwer getroffen, wobei 56 Mann den Tod fanden. Auch Farncomb wurde bei einem Angriff verletzt. Trotz der schweren Schäden des Schiffes und seiner eigenen Verletzungen konnte Kommodore Farncomb seine Kampfaufträge zur vollen Zufriedenheit seines US-amerikanischen Kommandeurs Vizeadmiral Jesse B. Oldendorf erfüllen.
Da die Australia wegen der schweren Beschädigungen zur Reparatur zurückgezogen werden musste, erwählte Farncomb am 22. Januar 1945 den schweren Kreuzer HMAS Shropshire zu seinem neuen Flaggschiff. Bis zum Sommer des Jahres unterstützte Farncombs Verband gemeinsam mit der 7. Flotte der US-Navy die alliierten Landungen in Corregidor, Wewak, Labuan und Borneo.
Nach seiner Genesung übernahm John Collins am 22. Juli wieder das Kommando über die Flotte und ersetzte Farncomb, der in die Heimat versetzt wurde.

### Nachkriegszeit (1945–1951)
Nach einer kurzen Zeit im Stab übernahm Farncomb das Kommando über die Ausbildungseinrichtungen der Australischen Marine im Marinestützpunkt Westernport. Er ging im November 1946 wieder auf See und wurde am 8. Januar 1947 zum Konteradmiral befördert.
Ab 1949 hatte Konteradmiral Farncomb seinen Alkoholkonsum immer weniger unter Kontrolle. Die häufigen offiziellen Termine, die seine neue Funktion als Flaggoffizier erforderte, langweilten Farncomb. Trotzdem wurde er im Januar 1950 als Verbindungsoffizier nach Washington (DC) geschickt. Dort verschlechterte sich aber sein Zustand zusehends, weshalb er im November desselben Jahres zurück berufen wurde. Im April 1951 wurde Konteradmiral Farncomb in den Ruhestand versetzt.

### Ziviles Leben (1951–1971)
Nach seiner Entlassung gab Farncomb den Alkohol komplett auf. Er lernte Latein, um sich auf ein Jura-Studium vorzubereiten. Er bestand die Aufnahmeprüfung und schloss seine juristische Ausbildung erfolgreich ab. Er wurde 1958 zum Anwalt zugelassen. In den folgenden Jahren arbeitete er in diesem Beruf in Sydney.
Konteradmiral Harold Bruce Farncomb starb am 12. Februar 1971 in einem Krankenhaus an den Folgen eines Herzinfarktes.
Seine Asche wurde von Bord seines letzten Flaggschiffes, des Flugzeugträgers HMAS Sydney, im Meer verstreut.

## Ehrungen
Farncomb war einer der fähigsten australischen Marineoffiziere seiner Zeit. Er diente der Marine 38 Jahre. In dieser Zeit erhielt er mehrere bedeutende britische und US-amerikanische Auszeichnungen und Orden. Neben den offiziellen Auszeichnungen ist zu erwähnen, dass viele Veteranen, die unter seinem Kommando kämpften, sich selbst als Farncomb men bezeichneten.
Auswahl:
- 1935 – Member des Royal Victorian Order (GB) – für hervorragende Leistungen als Erster Offizier der Australia
- 1942 – Companion des Distinguished Service Order (GB) – für den Einsatz in der Schlacht bei den Ost-Salomonen
- 1944 – Companion des Order of the Bath (GB) – für den Einsatz vor den Philippinen
- 1944 – Navy Cross (USA) – für den Einsatz vor den Philippinen
- 1946 – Legion of Merit (USA) – für den Einsatz als Befehlshaber der Task Force 74 1944/45

Die Australische Marine ehrt Konteradmiral Bruce Farncomb mit einem nach ihm benannten U-Boot der modernen Collins-Klasse. Die HMAS Farncomb lief 1995 vom Stapel und wurde am 31. Januar 1998 in Dienst gestellt.